# Céraiste nain
Cerastium pumilum
Espèce
Le Céraiste nain (Cerastium pumilum) est une plante appartenant au genre Cerastium.
Sa floraison a lieu d'avril à octobre.